# Ruralismus
Ruralismus (z latinského ruralis – venkovský) je český literární směr, který se objevil v české literatuře ve dvacátých a třicátých letech 20. století.

## Vznik a charakteristika ruralismu
Autoři, hlásící se k tomuto směru, pociťovali problémy tehdejšího člověka, který se často nedokázal vyrovnat s městskou civilizací, rozpadem tradičních společenských a rodinných hodnot, ztrátou životních jistot a odklonem od náboženství. Nezakořenění člověka v půdě, vliv průmyslu, obchodu a městského životního stylu se podle ruralistů stal příčinou morálního rozkladu člověka. Východiskem byl pro ruralisty „návrat k půdě“, která je darem od Boha a je tedy nedotknutelná, venkov a jeho tradice, možnost vidět výsledky své práce v neměnných pracovních cyklech podle ročních období.

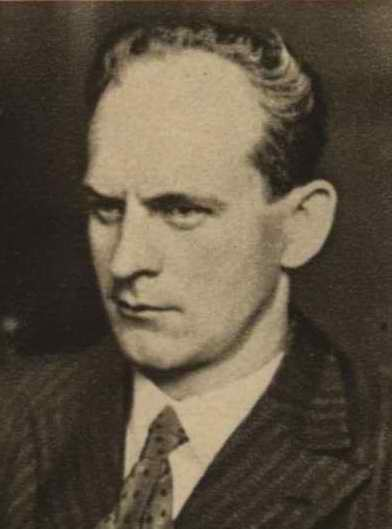
Josef Knap

Vznik ruralismu je kladen do let 1925–1930, kdy Josef Knap založil a řídil v Turnově vycházející regionální časopis Sever a východ. Ruralistické texty vycházely také v literární příloze deníku Venkov. Samotný pojem ruralismus razil spisovatel a literární teoretik Antonín Matula a začal se používat až po roce 1932. Ruralisté také vydaly dva sborníky: Básníci selství (1932) a Tváří k vesnici (1936).

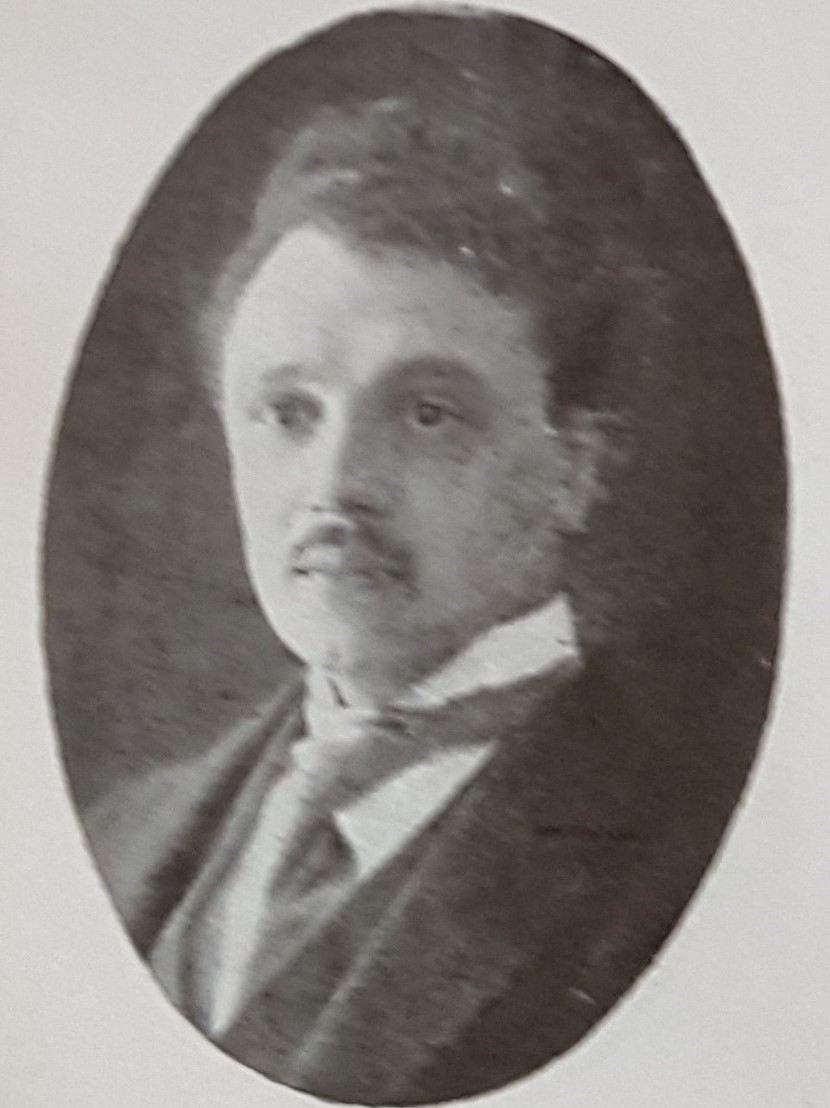
Antonín Matula

Ideovým základem se pro ruralisty stali severští autoři (Knut Hamsun, Gunnar Gunnarsson nebo Olav Duun) spolu s francouzskými (Jean Giono, Henri Pourrat, Georges Bernanos) a švýcarskými (Charles-Ferdinand Ramuz) regionalisty zdůrazňujícími ve svých venkovsky laděných románech sepětí člověka a přírody. Návaznost na českou realistickou venkovskou prózu byla spíše nepřímá, ačkoliv se ruralisté sami často odvolávali na Josefa Holečka, Karla Václava Raise, Karolinu Světlou, Terézu Novákovou, Josefa Václava Sládka nebo Jindřicha Šimona Baara. Mnoho ruralistů patřilo také k silně věřícím lidem, a proto chápali i tyto stránky venkova jako součást lidského života na této zemi a rolníkovu práci na půdě jako naplnění božího zákona.
Kromě okrajových autorů patřili mezi ruralisty i autoři silného sociálního cítění s venkovskou chudinou, kteří sociální poměry na venkově neidealizovali. Naopak si uvědomovali rozpory venkova a lidské tragédie plynoucí ze závisti, touhy po majetku nebo stavění zájmu gruntu nad lidské vztahy. Objevuje se i téma tvrdé kapitalizace venkova.
Ruralismus nebyl manifestem či jinou politickou a programovou organizací. Spojil několik autorů, pro které byla hlavním motivem láska k venkovu a venkovskému lidu, snaha vrátit člověka ke kořenům, k selství, a zároveň k tradičním morálním hodnotám života.

## Ruralismus po roce 1948
Německá okupace Čech a Moravy v březnu roku 1939 a následný pobyt německé armády na českém území spojený s útlakem obyvatelstva ze strany německých úřadů se ruralistů příliš nedotkly a většina autorů tak přečkala válku bez újmy, výjimku tvořil např. Josef Knap, který byl totálně nasazen.

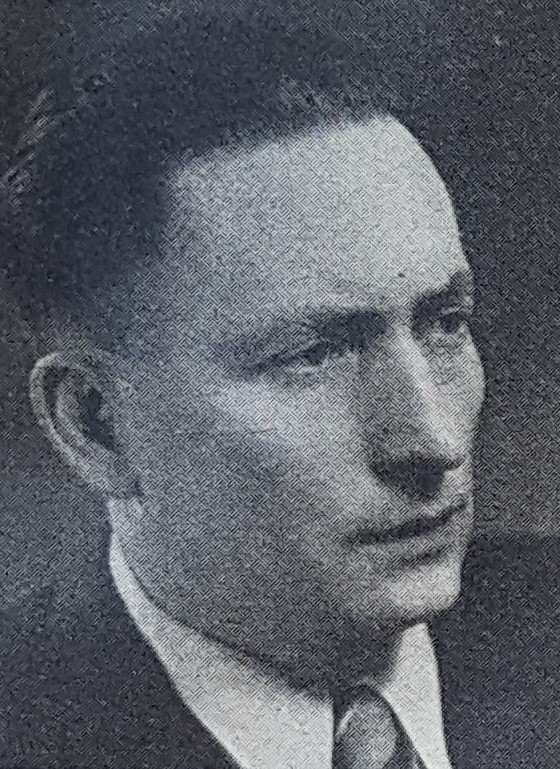
František Křelina

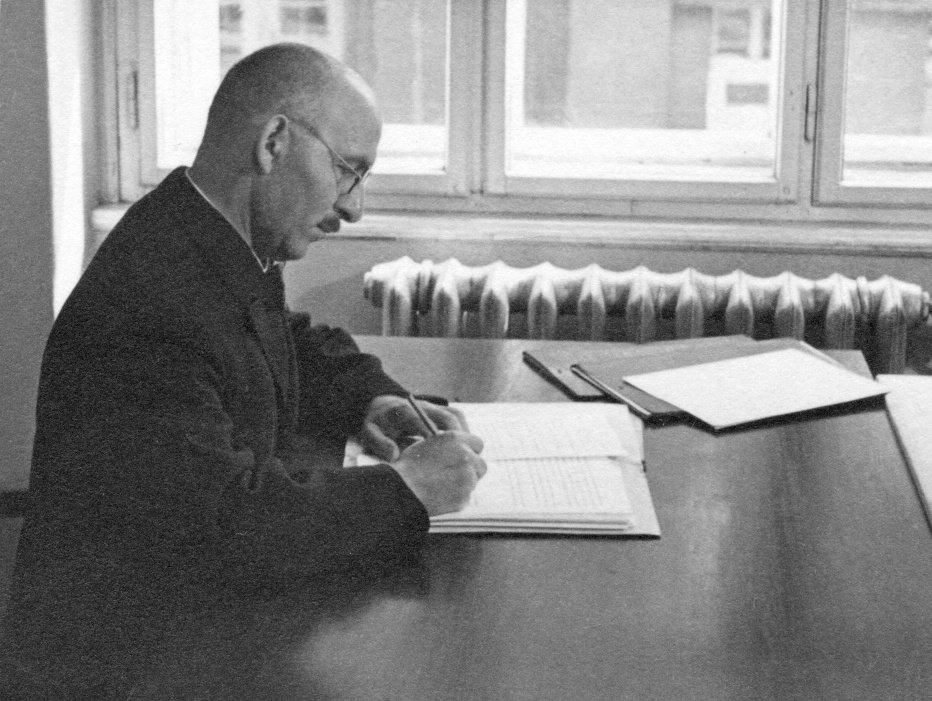
Zdeněk Rón

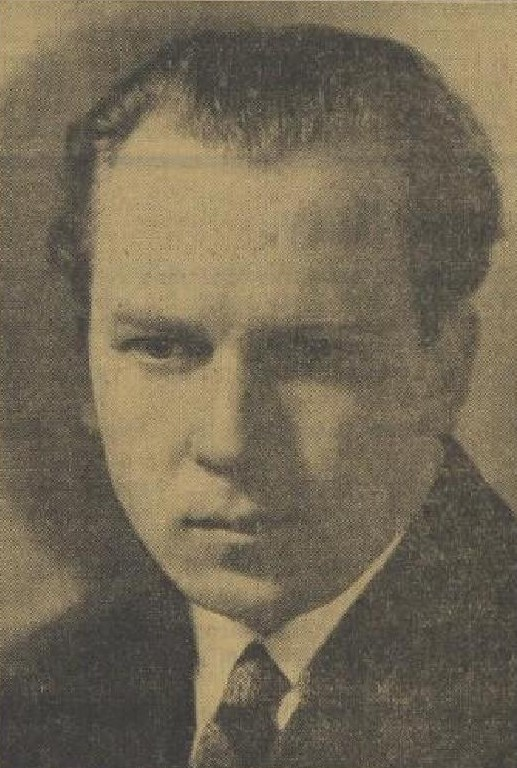
Jan Čarek

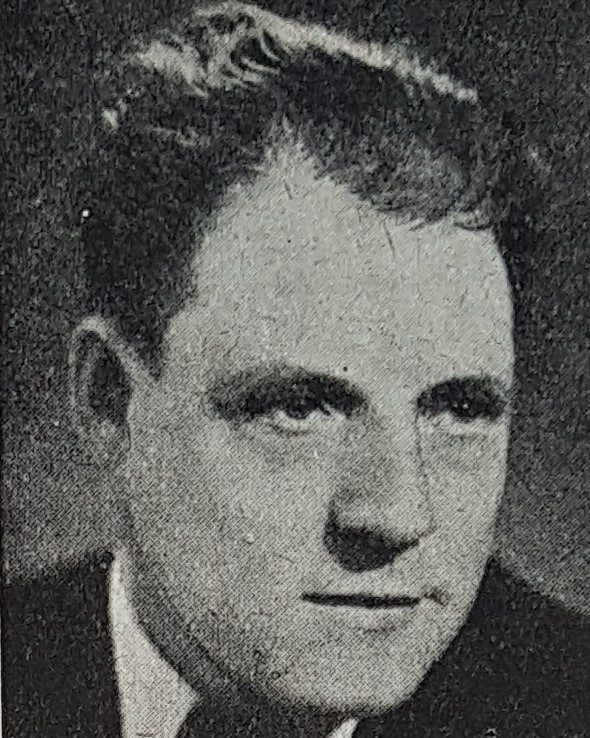
Václav Prokůpek

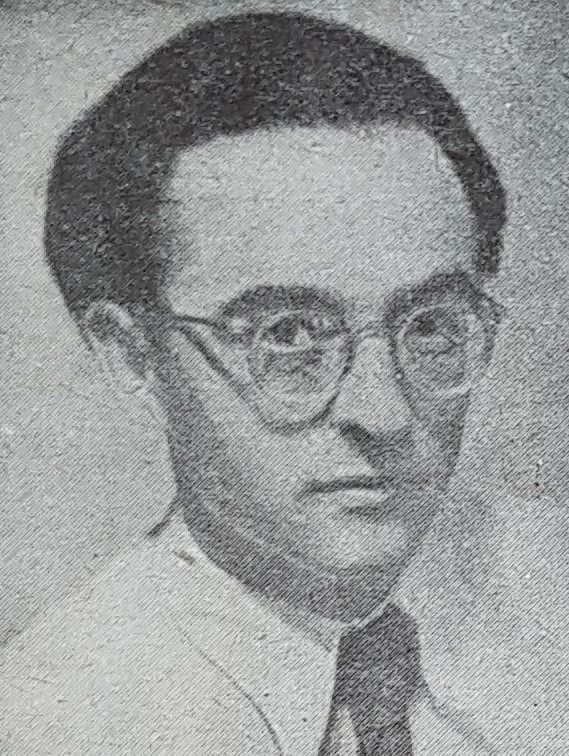
Václav Renč

Horší situace jim nastala až po osvobození a především po komunistickém převratu v únoru 1948. Díla  ruralistů se komunistickým představitelům ideologicky nehodila, protože představa samostatného rolníka, který se svou rodinou obdělává své pole, byla v přímém rozporu s jejich snahou zakládat po vzoru sovětských kolchozů jednotná zemědělská družstva. Dalším závažným přečinem proti komunistické ideologii byl značný katolicismus přítomný prakticky ve všech dílech. To vše bylo příčinou velmi ostré a účelové kritiky ruralistických autorů, která spočívala mimo jiné v následujících vykonstruovaných bodech:
- idealizace a konzervování soudobého nespravedlivého sociálního řádu vesnice s nadvládou statkářů a sedláků,
- zastírání růstu společenských protikladů na venkově včetně proletarizace venkovského obyvatelstva,
- diskreditace revolučního programu proletariátu a jeho označení za svévolné boření osvědčeného životního řádu,
- dezinterpretace protikladu města a venkova, kdy za hlavního nepřítele venkova považovali městské obyvatelstvo,
- vyzdvihování náboženství a používání mystiky půdy,
- podpora ideologické konstrukce filosofie selství polemicky orientované proti levicovému umění,
- politická podpora Agrární strany.

Díla ruralistů byla účelově zkreslována a připodobňována k nacionalistickému německému hnutí Heimatkunst (Umění domoviny) a především k ostře antisemitskénu nacistickému hnutí Blut und Boden (Krev a půda). Toto tvrdé odmítnutí ruralistů mělo za následek zákaz vydávání jejich děl a jejich osobní perzekuci. Mnozí z nich byli vězněni (Josef Knap, František Křelina, Václav Prokůpek nebo Václav Renč), další emigrovali (Jan Čep) a jiní nedobrovolně zmizeli z literárního kontextu.

## Významní představitelé ruralismu
Nejvýznamnějšími představiteli ruralismu byli:
- Antonín Matula (1885–1953),  spisovatel a literární teoretik, který v dílech Filosofie venkova (1925), Osvěta venkova (1926) a Ruralismus v krásném písemnictví (1932) poukazoval na důležitost výchovy vesnického lidu, náboženství, církve a sociálního cítění a vysvětloval vztah ruralismu a ostatního písemnictví.
- Vojtěch Martínek (1887–1960), básník, prozaik a literární kritik. Vycházel sice z ruralistických myšlenek, ale rozpad starých venkovských hodnot přijímal jako realitu.
- Zdeněk Rón (1889–1948), prozaik, dramatik, kulturní publicista a básník Podkrkonoší.
- Jan Čarek (1898–1966), básník, který ve svých verších zobrazoval vesnický život jako život sice pevného a staletími prověřeného řádu, ale také jako život plný odříkání, práce a bídy.
- Josef Knap (1900–1974), literární historik, kritik, teoretik ruralismu a prozaik, jehož próza je často bolestná i tragická a plná lidských vášní, které většinou špatně končí. Kvůli náboženskému tónu jeho literárních prací se stal v padesátých letech obětí politických procesů s katolickými intelektuály a roku 1952 v procesu s tzv. Zelenou internacionálou byl odsouzen na jedenáct let.
- Jan Čep (1902–1974), prozaik a esejista katolického směru, později redaktor rozhlasové stanice Svobodná Evropa, pro kterého byla víra v Boha východiskem z těžkých životních osudů venkovského člověka.
- Václav Prokůpek (1902–1974), spisovatel, překladatel a novinář, jehož díla jsou prostoupena impresionisticky laděnými událostmi, tragickými osudy lidí a lyricky ztvárněnou přírodou. V procesu se Zelenou internacionálou byl roku 1952 odsouzen k 22 letům vězení.
- František Křelina (1903–1970), básník, prozaik a dramatik katolického směru, pro něhož je venkov prostředím, v němž člověk může za pomoci víry v Boha snášet lidský úděl a udržovat si svou důstojnost. V procesu se Zelenou internacionálou byl roku 1952 odsouzen k dvanácti letům vězení.
- Josef Koudelák (1906–1960), básník a prozaik inspirující se hlavně vesnickým životem na Hané a v podhůří Jeseníků.
- Václav Renč (1911–1973), básník, dramatik a překladatel katolického směru, pro něhož se náboženská víra propojuje s vyjádřením lásky k rodné zemi a křesťanství a domov se spojuje v jednotu sahající daleko k předkům. V procesu se Zelenou internacionálou byl roku 1952 odsouzen k dvaceti pěti letům vězení.